# ШРЦ Запрешић
ШРЦ Запрешић је игралиште фудбалског клуба Интер Запрешић из Запрешића, Хрватска.
Капацитет стадиона је 4.500 гледалаца. Стадион има две трибине. Источна је делом покривена и има 3.028 седећих места, а западна има 400 седећих и 1.100 стојећих места.
Године 2005. после освајања другог места у Првој лиги Хрватске, стадион је добио модерну расвету.